# Ishiyama Hongan-ji

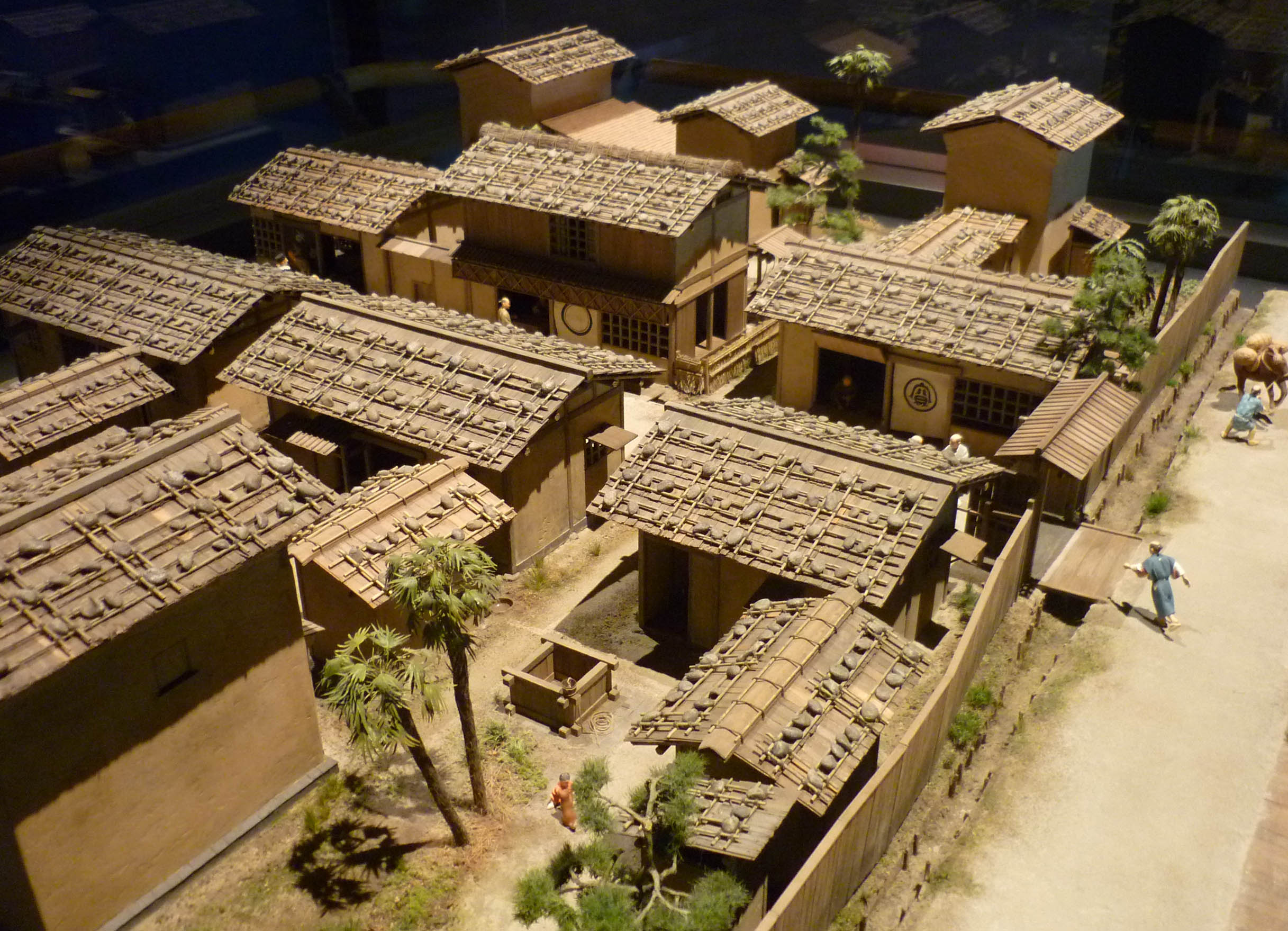
Maqueta del Hongan-ji

El Ishiyama Hongan-ji (石山本願寺?) fue un templo budista, la principal fortaleza de los Ikkō-ikki, muchedumbres de monjes guerreros y campesinos japoneses que se oponían al gobierno samurái durante la Era Sengoku de la historia de Japón. Fue establecido en 1496, en la boca del río Yodo. En ese entonces, estaba justo a las afueras de las ruinas de la antigua capital de Naniwa (Osaka), en la provincia de Settsu. La ciudad desde entonces creció, incorporando al templo en su interior.

## Historia
Rennyo, un monje famoso por revivir la corriente budista del Jōdo Shinshū, se retiró al área en 1496. Aunque buscaba aislamiento al retirarse a aquel tranquilo lugar, rápidamente atrajo a un gran número de devotos y seguidores. El pequeño templo que Rennyo había construido para sus propias devociones fue expandido, y muchos hogares y otros edificios fueron erigidos para albergar los nuevos residentes. Para la fecha de la muerte de Rennyo, tres años después, el Ishiyama Hongan-ji tenía más o menos su tamaño y forma definitiva.
Luego de la destrucción del templo Yamashina Mido de Kioto, en 1532, el Ishiyama Hongan-ji  se convirtió en el principal reducto de los Ikkō, de los cuales surgieron los Ikkō-ikki. El templo-fortaleza era considerado impenetrable, en buena medida por su ubicación y orientación. Adicionalmente, era patrullado por cerca de cien monjes a cualquier hora del día, aparte que cerca de 10 000 podían ser convocados a pelear solamente al tocar una campana. Los monjes de la fortaleza no solo provenían de Osaka y sus alrededores, sino también de las provincias de origen de los Ikkō: Kaga y Echizen. Contaban también con algunos aliados, incluyendo al clan Mōri, que prestaba su ayuda cuando los Ikkō-ikki se hallaban bajo asedio. 
El templo cayó bajo asedio de Oda Nobunaga en 1576, pero logró resistir por cinco años (en parte por su posición respecto a la costa), dando lugar al mayor asedio en la historia de Japón. En agosto de 1580, el abad Kōsa (Kennyo) fue persuadido a rendirse, terminando con el asedio, que para entonces había durado 11 años. Al momento de la rendición, todo el complejo fue incendiado. Según algunas fuentes, el incendio fue causado por los mismos defensores, para negar a Nobunaga cualquier tipo de botín. Aunque algunos miembros del grupo huyeron a Kaga para un último enfrentamiento con Nobunaga, la destrucción del Ishiyama Hongan-ji fue un duro golpe contra los Ikkō-ikki, del cual no lograrían recuperarse. Tres años más tarde, Toyotomi Hideyoshi construyó sobre sus ruinas el castillo de Osaka.